# Caso Bobbitt
Il caso Bobbitt fu un fatto di cronaca del 1993 che ebbe come protagonisti John Wayne Bobbitt (Buffalo, 23 marzo 1967) e Lorena Bobbitt (nata Lorena Leonor Gallo; Bucay, 31 ottobre 1970). Lorena tagliò parte del pene di John che in seguito venne recuperato dalla polizia e riattaccato dopo un intervento chirurgico. Seguirono due processi e gli organi di informazione ne parlarono a lungo.

## Storia
La sera del 23 giugno 1993 Lorena Bobbitt tagliò il pene di suo marito mentre dormiva nella loro casa di Manassas, in Virginia, poi prese l'auto e guidando gettò la parte del corpo amputata di lui fuori dal finestrino. La polizia effettuò una lunga ricerca, trovò il pezzo di pene amputato e lo portò in ospedale, dove fu ricucito chirurgicamente.
Nelle prime dichiarazioni alla polizia la donna spiegò che aveva tagliato il pene perché suo marito arrivava all'orgasmo senza aspettarla, ed era egoista. In seguito dichiarò che il marito abusava di lei, la picchiava, rincasava tardi e ubriaco. Quella sera, come ormai succedeva da troppo tempo, lui abusò di lei e poi si addormentò come nulla fosse.
Fu accusata di lesioni volontarie e fu assolta nel 1997 giudicata temporaneamente incapace di intendere e di volere, ma le fu imposto di ricoverarsi 45 giorni in un ospedale psichiatrico. Anche John dovette rispondere delle accuse di violenza che derivavano dalle dichiarazioni di Lorena, ma da queste venne assolto già nel settembre 1993. La coppia divorziò nel 1995.

## John Wayne Bobbitt

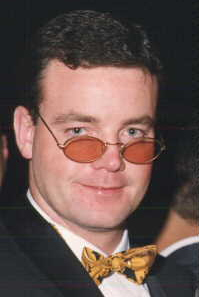
John Bobbitt

Il protagonista maschile del fatto di cronaca, John Wayne Bobbitt, appena gli fu possibile approfittò della fama che l'evento gli aveva dato. Dopo l'intervento chirurgico per reimpiantare il suo pene, si dedicò qualche tempo ai film porno che inizialmente vennero molto pubblicizzati. Un film fu intitolato John Wayne Bobbitt: Uncut con un doppio senso legato ai significati del termine uncut (letteralmente non tagliato, ma anche non circonciso e non censurato).
Prima del fatto era già stato accusato di violenze, ed era stato assolto. In seguito, dopo le sue esperienze come pornodivo, venne nuovamente accusato di violenze nei confronti di altre donne e per questo fu anche imprigionato.

## Lorena Bobbitt
Lorena Bobbitt in seguito preferì ritornare al suo nome da nubile, Lorena Leonor Gallo. Spiegò che il marito, dal quale nel frattempo aveva divorziato, l'aveva costretta ad abortire. Per vari anni tentò di farsi dimenticare, venne accusata nel 1997 di aver aggredito la madre ma di questo venne assolta e la madre continuò a vivere con lei. Si rifece una vita iniziando a lavorare e, nel 2007, fondò un'associazione per contrastare la violenza domestica.

## Il caso nella cultura di massa
- Bobbitt è stato ospite nell'ottobre del 1995 del Maurizio Costanzo Show e in una puntata dello show di wrestling Raw Is War nell'agosto 1998, accompagnando sul ring il wrestler Val Venis che in storyline aveva subito la stessa sorte di John.
- Nel 1994 Elio e le Storie Tese realizzano Nessuno allo stadio, che contiene una citazione inerente proprio al caso Bobbitt.
- Nel 1995 il gruppo satirico Gem Boy ha realizzato Ridammelo Lorena, ispirato al caso Bobbitt.
- La traccia bonus dell'album di Caparezza Verità supposte, chiamata La sindrome di Lorena, parla di questa vicenda.
- La specie di anellidi policheti Eunice aphroditois è anche nota con il nome di Bobbit Worm, in riferimento al caso di Bobbit.[10]